# Jungle Boogie
Jungle Boogie è un singolo del 1973 del gruppo funk statunitense Kool & the Gang, estratto dall'album Wild and Peaceful.
Ha raggiunto al suo massimo la quarta posizione nella classifica statunitense dei singoli, diventando inoltre molto popolare nelle discoteche. Occupa il dodicesimo posto nella classifica di Billboard dei brani più ascoltati del 1974.
La maggioranza delle parti parlate nella canzone è stata eseguita dal roadie della band Don Boyce. Una versione strumentale del brano con una parte di flauto sovraincisa e ulteriori strumenti a percussione, intitolata Jungle Jazz, è apparsa nell'album Spirit of the Boogie. La canzone è nota per "l'urlo di Tarzan" che si sente alla fine della canzone e per i grugniti, l'ansimare e lo scatting durante tutto il brano.